# Leptothorax fumosus
Leptothorax fumosus är en myrart som beskrevs av Mikhail Dmitrievich Ruzsky 1923. Leptothorax fumosus ingår i släktet smalmyror, och familjen myror. Inga underarter finns listade i Catalogue of Life.